# 지방도 제1136호선
지방도 제1136호선(중산간도로)은 제주특별자치도 내부를 우회하는 제주특별자치도의 지방도이다.
이전에는 국도 제16호선이었으나, 2006년 제주특별자치도 설치 및 국제자유도시 조성을 위한 특별법 제251조 제3항에 의해 2008년 11월 17일 부로 지방도 1136호선으로 격하되었다. 제주도 내륙을 순환하는 것이 특징이다.

## 역사
- 1981년 3월 14일 : 국도 제16호선 제주 제2우회선 노선 신설.[1]
- 1981년 5월 30일 : 대통령령 제10247호 일반국도노선지정령 개정에 따라 신설된 172km 구간으로 도로구역 결정[2]
- 1981년 7월 9일 : 국도로 승격된 제주시 아라동 ~ 아라동 172km 구간 개통[3]
- 1988년 6월 1일 : 북제주군 애월읍 어도리, 남제주군 남원읍 한남리 구간 선형 개량[4]
- 1990년 8월 22일 : 도로명을 중산간도로로 지정[5]
- 1994년 7월 15일 : 남제주군 표선면 성읍리 1.8km 구간 개통 및 기존 1.2km 구간 폐지, 남제주군 성산읍 삼달리 600m 구간 개통 및 기존 1.4km 구간 폐지[6]
- 1998년 7월 30일 : 북제주군 애월읍 상귀리 ~ 장전리 637m 구간 위험도로 개량 개통[7]
- 2001년 1월 30일 : 남제주군 대정읍 무릉리 350m 구간 개량 개통, 기존 450m 구간 폐지[8]
- 2002년 5월 20일 : 서귀포시관내 국도대체우회도로(상창 ~ 중문간 도로, 남제주군 안덕면 상창리 ~ 서귀포시 중문동) 7.173km 구간 확장 개통[9]
- 2007년 1월 26일 : 지방도 제1136호 제주제2우회선 (중산간도로) 노선 지정[10]
- 2008년 11월 17일 : 국도 제16호선 폐지. 지방도 제1136호선으로 격하.[11]
- 2014년 1월 27일 : 신창 ~ 대정간 도로(제주시 한경면 용수리 ~ 서귀포시 대정읍 영락리) 5.3km 구간 개통[12]
- 2014년 12월 1일 : 광령 ~ 애월간 도로(제주시 애월읍 광령리 ~ 상가리) 10.2km 구간 개통[13]
- 2015년 5월 29일 : 광령 ~ 애월간 도로 완공으로 인해 기존 제주시 애월읍 광령리 ~ 상가리 총 8.8km 구간 폐지[14]

## 주요 경유지
순환 노선이기 때문에 기점 및 종점이 따로 있지는 않으나 명목상 기점 및 종점은 제주시 아라2동이며, 시계 방향으로 순환한다.
- 제주시
  - 아라동 아라초등학교앞 교차로 - 아라1교 - 영평교 - 신성여자중학교, 신성여자고등학교 - 영평초등학교 - 영평1교 - 영평2교 - 월평교앞 교차로 - 월평교 - 제주중앙고등학교 - 월평동
  - 봉개동 용강동 - 대기고앞 교차로 - 봉개초등학교 - 봉개 교차로 - 회천동
  - 조천읍 새가름마을삼거리 - 와흘리 - 제주특별자치도 수자원본부 - 대흘리 교차로 - 대흘초등학교 - 와산리사거리 - 선흘리 - 선흘목선동
  - 구좌읍 덕천리 - 상덕천삼거리 - 송당사거리 - 송당리 - 종달리

- 서귀포시
  - 성산읍 수산리 - 수산리 교차로 - 수산리삼거리 - 수산초등학교 - 수산사거리 - 난산사거리 - 신산 교차로 - 일출랜드 - 삼달리 - 남산교
  - 표선면 남산교 - 성읍교 - 성읍민속마을 교차로 - 성읍삼거리 - 성읍 교차로 - 가시리사거리 - 가시리 - 제1가시교 - 가시리삼거리 - 토산리
  - 남원읍 샛동물교 - 신흥2리 교차로 - 신흥리 - 수망리 교차로 - 수망사거리 - 불미터 교차로 - 돗물교 - 의귀중앙 교차로 - 의귀사거리 - 의귀초등학교 - 의귀리 - 한남교 - 한남리 교차로 - 한남삼거리 - (대성동) - 전포2교 - 상위미 교차로 - (교량) - 신례리 - 신례초등학교 - 신례교 - 하례입구 교차로 - 하례2 교차로 - 하례1 교차로 - 제2효례교
  - 영천동 제2효례교 - 상효동 - 상효2교 - 토평동 - 토평사거리
  - 동홍동 동홍동주민센터 교차로
  - 서홍동 서홍동복지회관 - 제2서홍교
  - 대륜동 호근동 - 서호동 - 중산간도로 교차로
  - 대천동 시청입구 교차로 - 강창학종합경기장 - 강정동 - 제주특별자치도 농업기술원 - 도순2교
  - 중문동 하원동 - 대포동 - 회수사거리 - 중문동 - 중문2교
  - 예래동 중문2교 - 색달 교차로 - 색달육교 - 우남육교 - 창고천교
  - 안덕면 창고천교 - 상창육교 - 상창 교차로 - 상창리 - 서광리 - 서광초등학교 - 서광1 교차로 - 소인국테마파크 - 서광오거리
  - 대정읍 노리매 - 구억리 - 구억리 교차로 - 보성리 - 신평리 - 신평 교차로 - 무릉2리 교차로 - 무릉오거리 - 무릉리 - 무릉2리 교차로

- 제주시
  - 한경면 낙천리 - 산양리 - 낙천리 - 청수리 - 청수리사거리 - 저청삼거리 - 저청중학교 - 저청초등학교 - 분재원입구 교차로 - 저지리
  - 한림읍 월림교 - 월림삼거리 - 상명리 교차로 - 상명리 - 금악삼거리 - 금악리 - 명월삼거리 - 명월리 - 동명사거리 - 상대 교차로 - 상대리 - 귀덕3리 교차로
  - 애월읍 봉성리 - 어도오름 - 봉성교 - 납읍 교차로 - 납읍사거리 - 납읍리 - 상가 교차로 - 상가리 - 쉬는팡 교차로 - 더럭초 교차로 - 애월초등학교 더럭분교 - 고하상로 교차로 - 존손이굴 교차로 - 신엄리 - 장전1 교차로 - 장전리 - 장전 교차로 - 예원 교차로 - 극락사 - 상귀리 - 항파두리입구 교차로 - 고성리 - 고성교 교차로 - 광령리 - 광령1 교차로 - 무수천사가로 교차로 - 광령교
  - 노형동 광령교 - 제2해안교 - 제주아트리움공연장 - 해안 교차로 - 도근교 - 도로교통공단 제주지부 - 월산정수장입구 교차로 - 한라대학입구 교차로 - 노형초등학교 - 노형오거리 - 흘천5교
  - 연동 흘천5교 - 그랜드호텔사거리 - 연동사거리 - 신제주초등학교입구 교차로 - 정실입구 교차로 - KCTV 제주방송
  - 오라동 정실오거리 - 한북교
  - 아라동 한북교 - 온난화농업센터삼거리 - 오봉교 - 오등동 - 오장교 - 제2의체교 - 아라초등학교앞 교차로

## 중복 구간
- 제주시 봉개동 대기고앞 교차로 ~ 봉개 교차로 : 국가지원지방도 제97호선과 중복
- 제주시 봉개동 봉개 교차로 ~ 조천읍 선흘리 : 지방도 제1122호선과 중복
- 제주시 조천읍 제주특별자치도 수자원본부 ~ 대흘리 교차로 : 지방도 제1118호선과 중복
- 서귀포시 표선면 성읍민속마을 교차로 ~ 가시리사거리 : 지방도 제1119호선과 중복
- 서귀포시 남원읍 수망사거리 ~ 의귀중앙 교차로 : 지방도 제1118호선과 중복
- 제주시 한경면 저청삼거리 ~ 한림읍 월림삼거리 : 지방도 제1120호선과 중복
- 제주시 한림읍 금악삼거리 ~ 동명사거리 : 지방도 제1116호선과 중복

## 도로명
- 제주시 아라동 아라초등학교앞 교차로 ~ 봉개동 대기고앞 교차로 : 아봉로
- 제주시 봉개동 대기고앞 교차로 ~ 봉개 교차로 : 번영로
- 제주시 봉개동 봉개 교차로 ~ 서귀포시 남원읍 수망사거리 : 중산간동로
- 서귀포시 남원읍 수망사거리 ~ 의귀중앙 교차로 : 남조로
- 서귀포시 남원읍 의귀중앙 교차로 ~ 한남삼거리 : 한신로
- 서귀포시 남원읍 한남삼거리 ~ 대륜동 중산간도로 교차로 : 중산간동로
- 서귀포시 대륜동 중산간도로 교차로 ~ 제주시 애월읍 무수천사가로 교차로 : 중산간서로
- 제주시 애월읍 무수천사가로 교차로 ~ 노형동 노형오거리 : 노형로
- 제주시 노형동 노형오거리 ~ 연동 연동사거리 : 노연로
- 제주시 연동 연동사거리 ~ 정실입구 교차로 : 신대로
- 제주시 연동 정실입구 교차로 ~ 아라동 아라초등학교앞 교차로 : 아연로